# Dysnomia (maan)
Dysnomia (officieel Eris I Dysnomia) is de natuurlijke maan van de dwergplaneet Eris. Ze is ontdekt op 10 september 2005 door Michael E. Brown, die ook het voorstel deed voor de naam. Deze is op 14 september 2006 officieel geaccepteerd.
Ze is vernoemd naar Dysnomia, een dochter van de godin Eris uit de Griekse mythologie.

## Ontdekking
Gedurende 2005 doorzocht een groep wetenschappers de vier helderste Kuipergordel-objecten (Pluto, Makemake, Haumea en Eris), door middel van de Keck-telescoop op Hawaï. Op 10 september ontdekte men een maan in een baan rond Eris, die benoemd werd als S/2005 (2003 UB313) 1. Aangezien "Xena" een tijdelijke bijnaam van de dwergplaneet Eris was, noemden de ontdekkers de maan "Gabrielle", naar de televisieserie Xena: Warrior Princess.

## Eigenschappen
De satelliet is ongeveer 500 keer vager dan Eris, en de diameter wordt geschat op tussen de 100 en 250 km. Uit waarnemingen van de Keck-telescoop en de ruimtetelescoop Hubble in 2007 blijkt dat Dysnomia een cirkelvormige baan rond Eris beschrijft met een omlooptijd van 15,774±0,002 dag, en een straal van 37.350±140 km. Hieruit kan de massa van Eris berekend worden, die 1,27 keer de massa van Pluto blijkt te zijn.

## Ontstaan
Astronomen weten nu dat drie van de vier helderste Kuipergordel-objecten satellieten hebben, terwijl bij de vagere objecten van de gordel slechts 10% bekende satellieten hebben. Hieruit kan worden geconcludeerd dat botsingen tussen grote objecten vroeger vaak voorkwamen. Botsingen tussen objecten met een diameter vanaf 1000 km wierpen veel puin rond, dat later 1 of meerdere manen vormde. Een gelijkaardig systeem zou instaan voor het ontstaan van de maan van de Aarde in het begin van de geschiedenis van het zonnestelsel (zie Theia).

## Voetnoten
1. ↑  Mike Brown, Dysnomia, the moon of Eris. Caltech. Geraadpleegd op 9 november 2009.
2. ↑  Brown, M. E., Schaller, E. L. (2007). The Mass of Dwarf Planet Eris. Science 316 (5831): 1585. PMID 17569855. DOI: 10.1126/science.1139415.